# Kuan Beng Hong
Kuan Beng Hong (* 9. Januar 1983 in Kedah) ist ein malaysischer Badmintonspieler.

## Karriere
Kuan Beng Hong belegte Platz zwei bei den Chinese Taipei Open 2004 im Herreneinzel, seiner Spezialdisziplin. Bei der Asienmeisterschaft des Folgejahres erkämpfte er sich ebenfalls Silber. Auch bei den Macau Open 2008 sprang nur Platz zwei heraus.

## Sportliche Erfolge
| Saison | Veranstaltung                   | Disziplin    | Platz | Name           |
| ------ | ------------------------------- | ------------ | ----- | -------------- |
| 1999   | Asienmeisterschaft der Junioren | Herrenteam   | 3     |                |
| 2000   | Asienmeisterschaft der Junioren | Herrenteam   | 3     |                |
| 2004   | Chinese Taipei Open             | Herreneinzel | 2     | Kuan Beng Hong |
| 2005   | Asienmeisterschaft              | Herreneinzel | 2     | Kuan Beng Hong |
| 2008   | Macau Open                      | Herreneinzel | 2     | Kuan Beng Hong |
| 2008   | Malaysia International          | Herreneinzel | 1     | Kuan Beng Hong |
| 2009   | Sudirman Cup                    |              | 3     | Malaysia       |
| 2012   | Mauritius International         | Herreneinzel | 1     | Kuan Beng Hong |
| 2012   | Welsh International             | Herreneinzel | 2     | Kuan Beng Hong |